# Tinodes triznai
Tinodes triznai är en nattsländeart som beskrevs av Martynov 1927. Tinodes triznai ingår i släktet Tinodes och familjen tunnelnattsländor. Inga underarter finns listade i Catalogue of Life.